# Wohin und zurück - Teil 3: Welcome in Vienna
Wohin und zurück - Teil 3: Welcome in Vienna és una pel·lícula dramàtica austríaca de 1986 dirigida per Axel Corti. La pel·lícula va ser seleccionada com a entrada austríaca per la millor pel·lícula de llengua estrangera] als Premis Oscar de 1987, però no fou nominada.
És la tercera pel·lícula de la trilogia de sis hores del director, "Cap a on i enrere" (Wohin und zurück). Segueix des de la primera pel·lícula, Déu no creu més en nosaltres més (Wohin und zurück - Teil 1: An uns glaubt Gott nicht mehr - Ferry oder Wie es war), i la segona pel·lícula de 1986 Wohin und zurück - Teil 2: Santa Fé.

## Argument
A Viena el 1944, la guerra havia acabat. Freddy Wolff i Georges Adler, emigrats als Estats Units, es van convertir en soldats de l'exèrcit americà.
Viena està en ruïnes i dividida en quatre zones, el mercat negre hi regna en absolut. Àustria es presenta com una víctima innocent del nazisme i es nega a prendre'n consciència. La gent s'adapta com pot al sistema excepte Freddy que rebutja la hipocresia general i pateix, malgrat tot, el seu amor per la jove actriu Claudia.

## Repartiment
- Gabriel Barylli com Freddy Wolf
- Nicolas Brieger com a Sgt. Adler
- Claudia Messner com a Claudia
- Karlheinz Hackl com a Treschensky
- Joachim Kemmer com a Lt. Binder
- Hubert Mann com a cap. Karpeles
- Liliana Nelska com a dona russa
- Kurt Sowinetz com Stodola

## Crítica
| « | "... La trilogia és basada llunyanament en la vida de [escriptor] Troller com a jueu vienès que va fugir d'Europa quan era adolescent, va emigrar als Estats Units i va tornar a Europa durant la Segona Guerra Mundial com a soldat estatunidenc. Cadascuna d'aquests característiques completa Les pel·lícules, que estan connectades entre elles mitjançant una cronologia que avança i una sèrie de caràcters superposats - estan destinades a ser vistes juntes...". | » |